# Barylypa uniguttata
Barylypa uniguttata är en stekelart som först beskrevs av Johann Ludwig Christian Gravenhorst 1829.  Barylypa uniguttata ingår i släktet Barylypa och familjen brokparasitsteklar. Arten är reproducerande i Sverige. Inga underarter finns listade.